# Терни (селище)
Терни́ — селище в Україні, у Роменському районі Сумської області, на південній Слобожанщині, над річкою Терн. Існує з 1643 року. Входить до складу Недригайлівської селищної громади.

## Географічне розташування
Селище Терни знаходиться на березі річки Терн в місці впадання в неї річок Біж і Бобрик, вище за течією примикають села Гострий Шпиль і Ківшик, нижче за течією примикає село Долина. Через селище проходять автомобільні дороги Т 1904 і Т 2504.

## Історія
Перші 5 родин були переселені путивльським поміщиком Сулешкиним 1643 року. У 1727 році імператриця Катерина I подарувала Терни Симону Леонтійовичу Гендрікову, якому в 1742 році був подарований титул графа.  У 1700-х роках власницею садиби графинею Анастасією Василівною Гендріковою в Тернах був влаштований чудовий парк.
У 1777 році маєток розділили між спадкоємцями Гендрікова - Дмитрієвими-Мамоновими і Щербатовими.
У 1839 році С.А.Щербатов побудував поблизу маєтку цукровий завод.  Останніми власниками графського маєтку були Борис Сергійович Щербатов (брат П.С.Уварової (уродженої Щербатової)) і його дружина княгиня Анна Миколаївна (уроджена Бутурліна).  У 1919 році садиба розграбована і спалена.
У 1901 році Терни стали слободою Тернівської волості Лебединського повіту Харківської губернії, тут діяли цукровий завод, пошта та телеграфна станція.
Село постраждало внаслідок голодомору 1932-1933 років.
В ході другої світової війни з 9 жовтня 1941 до 6 вересня 1943 року в село було окуповано німецькими військами.
У 1957 році Терни стали селищем міського типу. У 1975 році тут діяли цукровий завод, цегельний завод і тваринницький радгосп.
У 1983 році тут діяли цукровий комбінат, цегельний завод, виробниче відділення Недригайлівської сільгосптехніки, три загальноосвітні школи, філія Недригайлівської музичної школи, лікарня, поліклініка, два Будинки культури, клуб і три бібліотеки. В північній частині селища є залишки залізничної лінії, що вела до Білопілля і використовувалась для вантажних перевезень. Відомостей про виконання пасажирських перевезень не збереглося. Що цікаво, в селищі є вулиця Залізнична.
У січні 1989 року чисельність населення становила 4775 чоловік.
У травні 1995 року Кабінет міністрів України затвердив рішення про приватизацію тут розташовувався ремонтно-транспортного підприємства, в липні 1995 року було затверджено рішення про приватизацію цукрового комбінату і бурякорадгоспу.
Станом на 1 січня 2013 року чисельність населення становила 3136 чоловік.
12 червня 2020 року, відповідно до розпорядження Кабінету Міністрів України № 723-р «Про визначення адміністративних центрів та затвердження територій територіальних громад Сумської області», селище увійшло до складу Недригайлівської селищної громади.
19 липня 2020 року, в результаті адміністративно-територіальної реформи та ліквідації Недригайлівського району, селище увійшло до складу новоутвореного Роменського району.
В ході російсько-української війни селище було окуповане противником з 25 лютого до 4 березня 2022 року.

## Населення

### Чисельність населення
| 1959 | 1979 | 1989 | 2001 | 2016 | 2020 |
| ---- | ---- | ---- | ---- | ---- | ---- |
| 8274 | 5645 | 4775 | 3802 | 3388 | 2893 |

### Мова
Розподіл населення за рідною мовою за даними :
| Мова            | Кількість | Відсоток |
| --------------- | --------- | -------- |
| українська      | 3683      | 96.49%   |
| російська       | 110       | 2.88%    |
| білоруська      | 10        | 0.26%    |
| вірменська      | 5         | 0.13%    |
| румунська       | 1         | 0.03%    |
| інші/не вказали | 8         | 0.21%    |
| Усього          | 3817      | 100%     |

## Пам'ятки та визначні місця

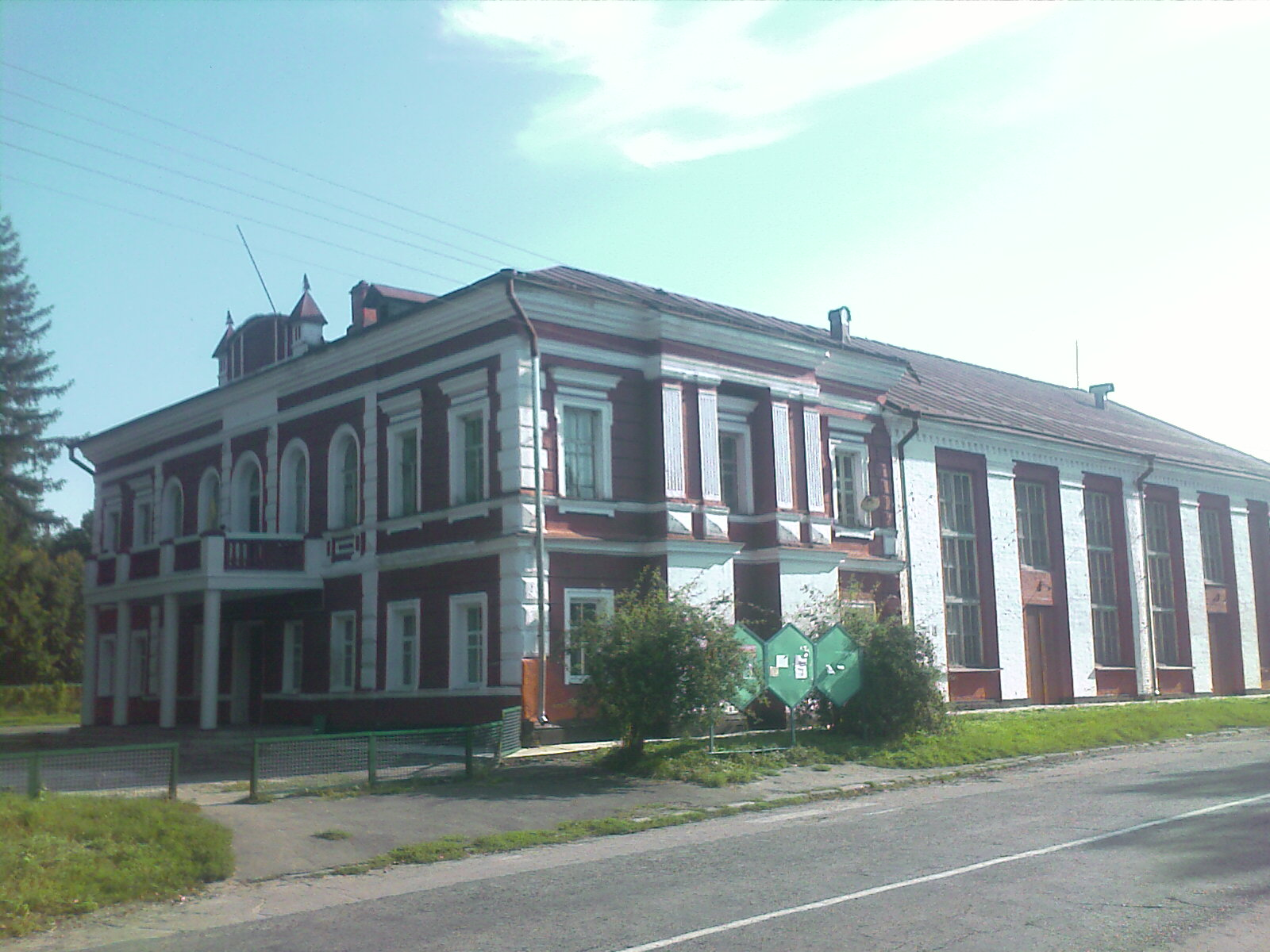
Будинок культури. Одне з приміщень колишнього маєтку князя Б. Щербатова

У селищі князь Щербатов звів великий маєток, з комплексу споруд до наших днів збереглася лише одна (гостьовий будинок, нині - будинок культури). Головна будова маєтку – панський будинок був справжнім палацом з безліччю кімнат, прикрашених творами живопису, військовими обладунками, колекціями старовинної зброї, скульптурами, килимами, чудовими меблями різних стилів, посудом. На жаль, зараз ці розкішні інтер’єри можна бачити тільки на старовинних фотографіях, які зробив на початку ХХ століття художник і фотограф Михайло Зинов’єв, що жив в маєтку і навчав малюванню дітей князя. У комплекс садибних споруд входили також окремий корпус, де розміщувалися різні служби, винний льох і танцювальна тераса. Щербатові виявилися дбайливими господарями. Зібрана ними велика бібліотека містила чимало рідкісних і унікальних видань. У 1919 році маєток було розграбовано, а садиба спалена.
Орієнтовно у 1740-х роках закладено ландшафтний парк, сьогодні це пам'ятка садово-паркового мистецтва місцевого значення. Площа парку 22 га. У парку було облаштовано оранжереї.

## Економіка
Основним підприємством селища довгий час - з 1839 до 2006 року - був Тернівський цукровий завод. Наразі про колишнього гіганта цукрової промисловості нагадують тільки руїни у північно-західній частині селища. Діють кілька агрофірм.
Працює близько 15 магазинів, у центральній частині - 3 кафе, аптека, відділення Укрпошти і Нової пошти, ветеринарний магазин, 3 перукарні. По неділях функціонує ринок змішаного типу.

## Особистості
В селищі народились:
- Бабич Дмитро Іванович — український військовик, учасник російсько-української війни[8].
- Гончаренко Микола Альбертович — український військовик, учасник російсько-української війни[9].
- Гриценко Олександр Олександрович — український військовик, учасник російсько-української війни[10].
- Зимогляд Демид — кобзар
- Литвиненко Роман Сергійович (1992—2023) — солдат збройних сил України, учасник російсько-української війни.
- Мокренко Анатолій Юрійович — український співак, народний артист СРСР.
- Рейхель Михайло Йосипович — український правник, радянський державний діяч.
- Саєнко Валерій Феодосійович — український вчений у галузі хірургії та трансплантології, член-кореспондент Національної академії наук України і Національної академії медичних наук України.
- Скиря Сергій Миколайович (1976—2024) — український військовик, учасник російсько-української війни[11].
- Ферфецький Олександр Олексійович (1984—2023) — молодший сержант збройних сил України, учасник російсько-української війни.
- Шепотько Людмила Олександрівна — українська вчена-економіст, фахівець у галузі аграрної економіки, доктор економічних наук (1976), професор (1983). Заслужений діяч науки і техніки України (1993). Завідувач відділу Інституту економіки АН УРСР.
- Олександр Усик — батько боксера Усика Олександра Олександровича (4).